# Alte Zoobrücke
Die Alte Zoobrücke ist eine Straßenbrücke über die Wupper im Wuppertaler Stadtteil Elberfeld.

## Beschreibung
Die Brücke hat eine Länge von 31,80 m und eine Breite von 14,60 m.

## Geschichte

### Historische Entwicklung
Die Brücke wurde 1896 gebaut und erschloss das Zooviertel mit dem 1881 eröffneten Zoo. Von 1893 bis 1914 wurden in diesem Viertel zahlreiche Villen vom  Architekturbüro Hermanns & Riemann errichtet. Die ehemalige Straßenbrücke verband die Hubertusallee mit der Sonnborner Straße, die hier als Bundesstraße 228 ausgewiesen ist.
Die Brücke erhielt am 26. Februar 1892 den Namen Hubertusbrücke, wurde aber mit diesem Namen im Adressbuch von 1896/97 nicht mehr erwähnt. Am 5. März 1889 erhielt eine Kothener Brücke ihren Namen (die wahrscheinlich mit der Alten Zoobrücke identisch ist) und wurde ebenfalls nicht mehr im Adressbuch von 1896/97 erwähnt.
1924 erschloss die Brücke auch den Zugang zu dem Stadion am Zoo.
Am 16. Juni 1981 erfolgte die Verkehrsfreigabe der Wupperbrücke Siegfriedstraße, die teilweise unterhalb der Sonnborner Eisenbahnbrücke errichtet wurde. Die Stahlbetonbrücke ersetzte die Alte Zoobrücke für den Kraftfahrverkehr, die für den Verkehr zu klein geworden war.
Die Station Zoo/Stadion der Wuppertaler Schwebebahn befindet sich unmittelbar an dieser Brücke, die unter Denkmalschutz steht.

### Aktuelle Entwicklung

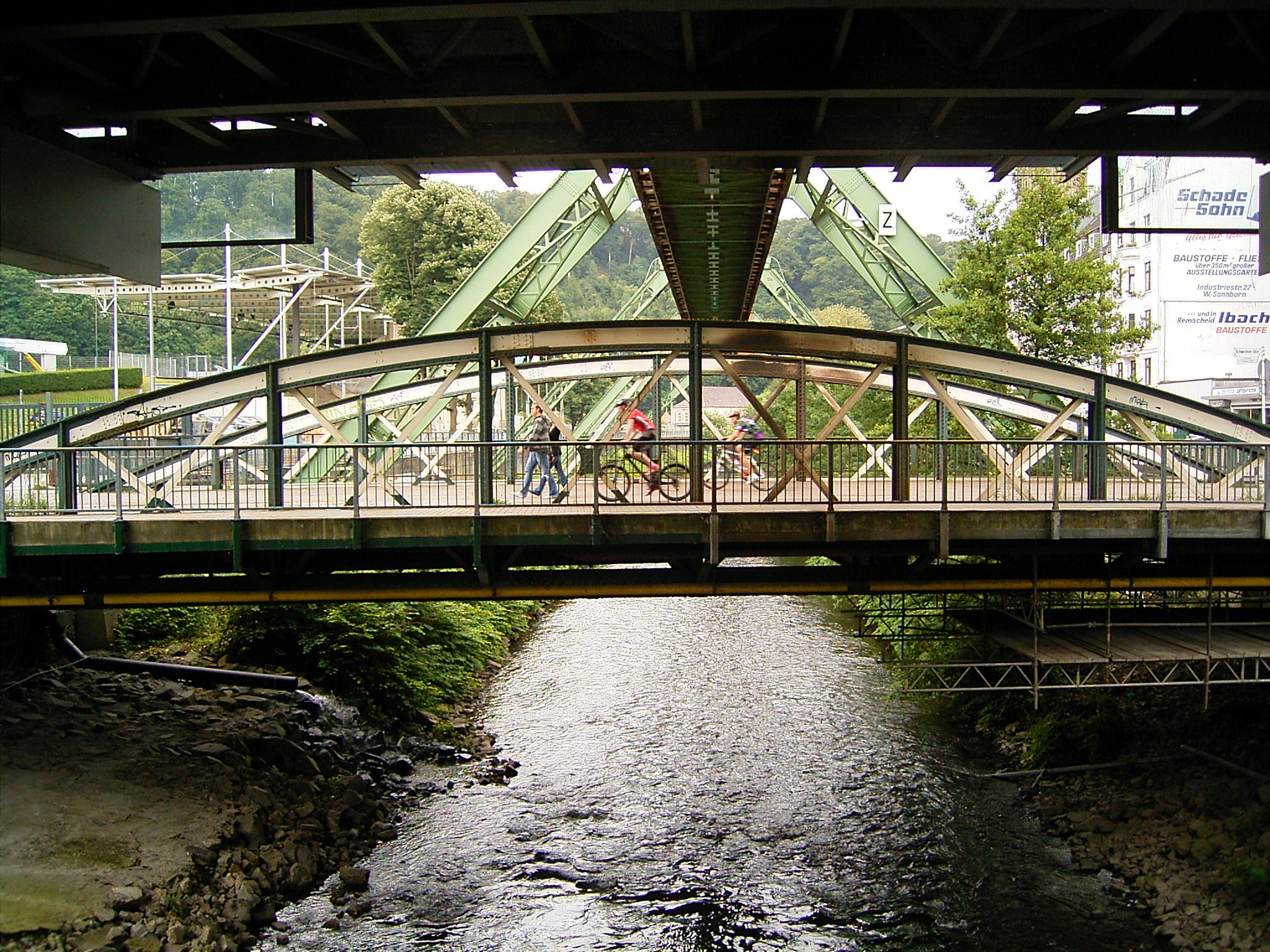
Alte Zoobrücke Jahr 2008

Die Brücke wurde zuletzt, seit dem Bau der Wupperbrücke Siegfriedstraße, nur noch als Fußgängerbrücke genutzt.
Im Zeitraum zwischen der Brückensonderprüfung 2007 und Brückenhauptprüfung 2008 hatte sich der Zustand der Brücke so weit verschlechtert, dass unmittelbar vor dem Nordrhein-Westfalen-Tag 2008 eine Teilsperrung veranlasst wurde. Einen Abriss des Bauwerks schloss man nicht aus. Der alternative Zugang zur Hubertusallee wurde über die nahe Schwebebahnstation bewerkstelligt.